# Hypena subcyanea
Hypena subcyanea är en fjärilsart som beskrevs av Butler 1880. Hypena subcyanea ingår i släktet Hypena och familjen nattflyn. Inga underarter finns listade i Catalogue of Life.